# Основа (газета)
«Основа» — українська політична газета. Видавалася двічі на тиждень у Львові протягом 1870—72. Засновник — український громадський і політичний діяч, віце-маршалок Галицького крайового сейму Ю.Лаврівський. Редактори — К.Климкевич та Т.Леонтович. Суспільно-політична програма часопису була орієнтована на українсько-польське співробітництво («стороництво народно-угодове») на ґрунті спільних інтересів обох спільнот у громадському житті Галичини. Друкувалися статті на політичні, економічні, культурно-освітні теми, з питань міжнаціональних взаємин, поточна хроніка подій, бібліографічні матеріали та огляди, інформація про діяльність Галицького крайового сейму, громадських і національно-культурних товариств («Просвіта», «Рада Русска») та ін. Вміщувалися розвідки К.Кавелина, П.Куліша, поезії В.Шашкевича, Г.Якимовича та ін. Видавалася в друкарні Ставропігійського інституту у Львові.